# Dominic Scott
Dominic "Dom" Scott (Dublin, 15 mei 1979) is de voormalig gitarist van de Britse band Keane. Hij verliet de band in 2001.

## Biografie
Dominic vroeg in 1995 aan Tim Rice-Oxley of hij een coverbandje wilde oprichten dat covers ging spelen van U2, Oasis en The Beatles. Ze vroegen aan Richard Hughes of hij drums wilde spelen. De band heette "The Lotus Eaters" van 1995 tot 1997. Toen zanger Tom Chaplin erbij kwam in 1997 werd de naam veranderd in "Keane". Dominic schreef nummers, speelde gitaar en deed achtergrondzang nu Tom hun zanger was geworden. Tussen 1998 en 1999 werden bijna alleen nummers van Dominic gespeeld, later alleen nog maar nummers van Tim. Hij heeft oude Keane nummers als Start The Car en 11th Hour Blues gecomponeerd. 
Dominic verliet de band in juli 2001, na de single Wolf At The Door omdat er waarschijnlijk te grote muzikale verschillen waren tussen hem en Tim Rice-Oxley. Dominic stopte met muziek maken en voltooide een studie economie. Met enkele schoolvrienden richtte hij daarna een nieuwe band op, die in 2007 zijn naam wijzigde in "Roundstone".